# Geoffrey Dormer, 17. Baron Dormer
Geoffrey Henry Dormer, 17. Baron Dormer (* 13. Mai 1920; † 10. Mai 2016) war ein britischer Peer und parteiloser Politiker. Er war von 1995 bis 1999 Mitglied des House of Lords.

## Leben und Karriere
Dormer wurde am 13. Mai 1920 als Sohn von Captain Edward Henry Dormer und dessen Frau Vanessa Margaret Borwick, einer Tochter von Robert Hudson Borwick, 1. Baron Borwick, geboren. Er besuchte das Eton College. Bei der Royal Naval Volunteer Reserve stieg bis zum Lieutenant Commander auf. Dormer besuchte das Trinity College in Cambridge. Im Zweiten Weltkrieg nahm er an Kampfhandlungen teil.
Er war Mitglied der Hereditary Peerage Association und lebte in Dittsham. Dormer starb am 10. Mai 2016 im Alter von 95 Jahren, drei Tage vor seinem 96. Geburtstag.

## Mitgliedschaft im House of Lords
Dormer erbte 1995 nach dem Tod seines Cousins 2. Grades, Joseph Dormer, 16. Baron Dormer, dessen Titel und den damals damit verbundenen Sitz im House of Lords.
In der Sitzungsperiode 1997/98 war er nicht anwesend. Im Hansard findet sich auch kein Eintrag über die Leistung des Amtseids. 
Seinen Sitz verlor er durch den House of Lords Act 1999. Für einen der verbleibenden Sitze hatte er sich nicht zur Wahl aufgestellt. Er war nicht im Register Of Hereditary Peers verzeichnet, die für eine Nachwahl zur Verfügung stehen.

## Familie
Er heiratete am 20. August 1947 Janet Readman, die zweite Tochter von James Forrest Alexander Readman. Sie ließen sich 1957 scheiden. Zusammen haben sie zwei Töchter. Am 15. Dezember 1958 heiratete Dormer Pamela Simpson, die Tochter von Wallace Levick Simpson. Sie hatten zwei Söhne. Der Ältere der beiden, Hon William Robert Dormer (* 1960), folgte Geoffrey Dormer nach seinem Tod als 18. Baron Dormer nach.